# Ошкуково
Ошку́ково (рос. Ошкуково) — село у складі Тугулимського міського округу Свердловської області.
Населення — 706 осіб (2010, 724 у 2002).
Національний склад станом на 2002 рік: росіяни — 94 %.